# Кулал
Кулал — гора в северной Кении. В 1978 году для охраны лесов на горе и у её подножия был основан биосферный резерват.

## Физико-географическая характеристика

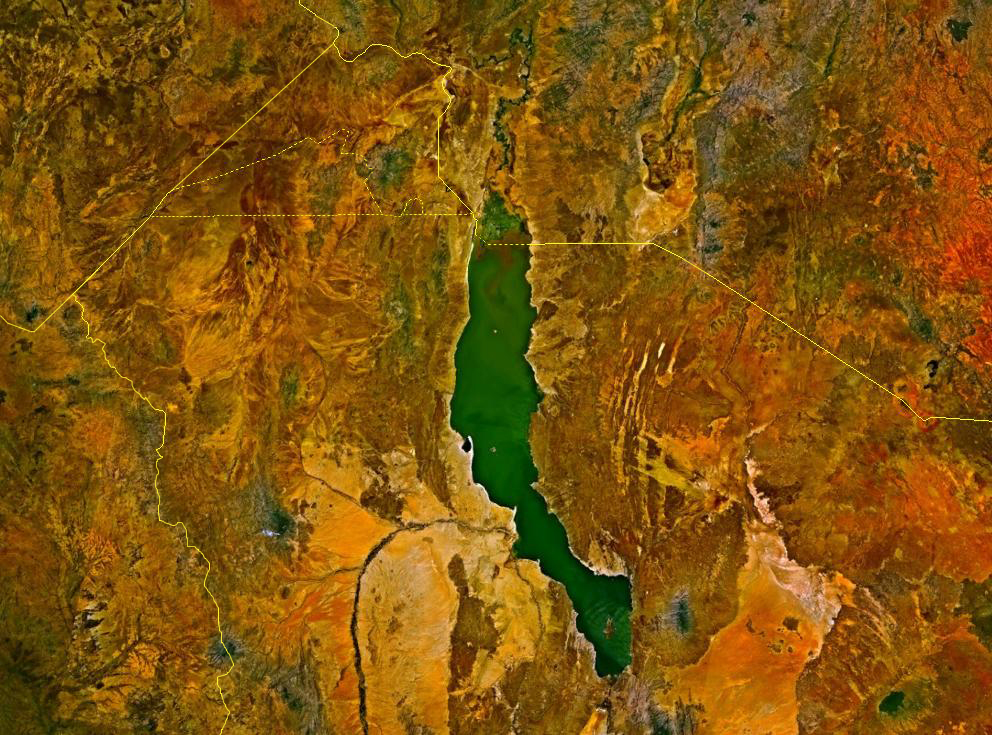
Гора Кулал расположена восточнее южного острова на озере Туркана

Гора имеет вулканическое происхождение. Горный хребет с крутыми склонами протянулся с севера на юг. Гора имеет три вершины: южная, северная и центральная. Самая высокая вершина — центральная, высота южной вершины 1830 метров. У подножия горы с западной стороны находится озеро Туркана. Поход на все три вершины занимает полный день, от северной вершины до центральной можно добраться за один час.
Резерват расположен у южных берегов озера Туркана в южной и восточной части. Гора Кулал, высота которой составляет 2285 метров, является центром резервата. Природные ландшафты резервата разнообразны и включают южный берег озера, вулкан и пустыню между ними. К резервату также относятся вулканический остров на озере и солёная пустыня Чалби, которую иногда заливает водой.

## Флора и фауна
Для горной части резервата характерны влажные леса и луга, в предгорьях произрастают в основном сухие вечнозелёные леса с преобладающими видами деревьев Olea africana, Juniperus procera и кустарников Euclea, Carissa. Полузасушливая зона характеризуется Combretum, Commiphora, Euphorbia, Acacia repanolobium, Acacia mellifera и Duosperma eremophilum; для засушливой части резервата характерны Acacia reficiens, Acacia tortilis.
Только на горе обитает редкий подвид Zosterops poliogaster, который иногда рассматривают как отдельный вид Zosterops kulalensis.

## Взаимодействие с человеком
В 50 км к северу от гор расположен посёлок Норт-Хорр, в более чем 30 км южнее гор проходят автодороги Саут-Хорр — Лоянгалани и Саут-Хорр — Карги, от которых можно добраться до миссии Гатаб, расположенной у подножия горы. Высокогорные леса на горе Кулал подвергаются интенсивной вырубке на дрова и строительные материалы. По краям леса трава выгорает от поджогов, что приводит к эрозии.
В базе данных всемирной сети биосферных резерватов указаны следующие координаты заповедника: 2°25′ с. ш. 36°30′ в. д. — 3°25′ с. ш. 37°30′ в. д.. Общая площадь территории составляет 7000 км², выделено ядро — 11 км².